# 커피프린스 1호점
《커피프린스 1호점》(커피프린스 1號店)은 MBC에서 2007년 7월 2일부터 2007년 8월 27일까지 방영된 MBC 월화 미니시리즈이다.

## 줄거리
한결은 동인식품의 후계자이며 홍사장과 함께 커피프린스 1호점의 공동대표이다. 한결은 정략결혼을 피하기 위해 동성애자인 척 은찬과 게이 커플 연기를 하다가 인연이 되어 은찬을 자신의 카페에 종업원으로 채용하게 된다. 한결이 오랫동안 짝사랑해온 화가 유주는 방송 음악가인 한결의 사촌형 한성과 연인 사이다. 한결은 시간이 흐르면서 자기도 모르는 사이에 은찬에게 마음을 빼앗기게 된다.

## 등장인물

### 주요 인물
- 공유 : 최한결 역
- 윤은혜 : 고은찬 역 (아역 이지완)
- 이선균 : 최한성 역
- 채정안 : 한유주 역

### 커피프린스 1호점
- 김창완 : 홍계식 역
- 김동욱 : 진하림 역
- 김재욱 : 노선기 역
- 이언 : 황민엽 역

### 한결의 가족
- 김영옥 : 할머니 역
- 최일화 : 아버지 역
- 김자옥 : 어머니 역

### 은찬의 주변 인물
- 박원숙 : 김지향 역 - 어머니
- 윤지유 : 고은새 역 (아역 김세아) - 동생
- 이한위 : 구영식 역
- 조재혁

### 그 외 인물 (게스트)
- 김정민 : DK 역
- 남명렬 : 이명재 역 - 한결의 친아버지
- 이승비 : 유코 역 - 선기가 좋아하는 여자
- 민서현 : 예랑 역 - 한결을 좋아하는 여자
- 윤승아 : 한결과 카드게임 하는 여자 역
- 오정태 : 중국집 배달원, 오디션 보러 온 남자 역
- 주동희 : 한결의 친구 역
- 편승준 : 공장 직원 역
- 고유미 : 맞선녀 역
- 김난영 : 유모차 끌고가는 여자 역
- 한동규 : 은찬과 부딪힌 남자 역
- 정석규 : 부동산 중개업자 역
- 서영탁 : 은찬과 은새의 아버지 역
- 이봉규 : 홍 사장의 친구 역
- 장영주 : 홍 사장 친구의 부인 역
- 김선은 : 결혼 앞둔 한성의 친구 역
- 김민채
- 김명중 : 전시회에 온 남자 역
- 김주아 : 전시회에 온 여자 역
- 윤영목 : 접촉사고 낸 남자 역
- 유순철 : 정신건강의학과 의사 역
- 최윤준 : 오디션 보러 온 남자 역
- 남현 : 오디션 보러 온 여자 역
- 박성균 : 심사위원 역
- 송경의 : 카페 사장 역
- 이혜인 : 미술관 관장 역
- 한다민 : 한별 역
- 반혜라 : 유주의 어머니 역
- 이일화 : 미숙 역 - 홍 사장의 첫사랑
- 권성현 : 면접 보는 여자 역
- 최은서 : 하다영 역 - 커피프린스 신입 직원

### 아역
- 이디엘 : 노을 역
- 박명은 : 유치원생 역

## 시청률 추이
최저 시청률과 최고 시청률은 시청률 조사회사와 지역별로 시청률에 차이가 있을 수 있습니다.
| 2007년                                                   | 2007년                                                   | 2007년                                                   | 2007년         | 2007년       | 2007년         | 2007년       |
| 방송 회차                                                | 방송 일자                                                | 서브 타이틀                                              | TNmS 시청률    | TNmS 시청률  | AGB 시청률     | AGB 시청률   |
| 방송 회차                                                | 방송 일자                                                | 서브 타이틀                                              | 대한민국(전국) | 서울(수도권) | 대한민국(전국) | 서울(수도권) |
| -------------------------------------------------------- | -------------------------------------------------------- | -------------------------------------------------------- | -------------- | ------------ | -------------- | ------------ |
| 제1화                                                    | 7월 2일                                                  | 첫 번째 잔                                               | 14.4%          | 15.5%        | 12.9%          | 13.6%        |
| 제2화                                                    | 7월 3일                                                  | 두 번째 잔                                               | 15.3%          | 16.2%        | 15.9%          | 18.1%        |
| 제3화                                                    | 7월 9일                                                  | 세 번째 잔                                               | 18.1%          | 18.6%        | 18.2%          | 21.0%        |
| 제4화                                                    | 7월 10일                                                 | 네 번째 잔                                               | 19.0%          | 19.8%        | 17.4%          | 18.8%        |
| 제5화                                                    | 7월 16일                                                 | 다섯 번째 잔                                             | 19.3%          | 20.1%        | 20.3%          | 22.0%        |
| 제6화                                                    | 7월 17일                                                 | 여섯 번째 잔                                             | 23.2%          | 23.9%        | 22.1%          | 24.0%        |
| 제7화                                                    | 7월 23일                                                 | 일곱 번째 잔                                             | 25.2%          | 25.3%        | 22.3%          | 23.3%        |
| 제8화                                                    | 7월 24일                                                 | 여덟 번째 잔                                             | 26.8%          | 28.1%        | 23.8%          | 25.5%        |
| 제9화                                                    | 7월 30일                                                 | 아홉 번째 잔                                             | 25.2%          | 26.2%        | 23.3%          | 24.8%        |
| 제10화                                                   | 7월 31일                                                 | 열 번째 잔                                               | 25.9%          | 27.3%        | 24.0%          | 25.6%        |
| 제11화                                                   | 8월 6일                                                  | 열한 번째 잔                                             | 28.4%          | 30.8%        | 25.9%          | 27.4%        |
| 제12화                                                   | 8월 7일                                                  | 열두 번째 잔                                             | 29.9%          | 31.4%        | 27.1%          | 29.1%        |
| 제13화                                                   | 8월 13일                                                 | 열세 번째 잔                                             | 29.3%          | 32.1%        | 25.1%          | 26.6%        |
| 제14화                                                   | 8월 14일                                                 | 열네 번째 잔                                             | 28.1%          | 30.5%        | 25.6%          | 28.0%        |
| 제15화                                                   | 8월 20일                                                 | 열다섯 번째 잔                                           | 27.1%          | 29.0%        | 24.4%          | 26.4%        |
| 제16화                                                   | 8월 21일                                                 | 열여섯 번째 잔                                           | 28.5%          | 30.8%        | 25.2%          | 26.6%        |
| 제17화                                                   | 8월 27일                                                 | 마지막 잔 (최종회)                                       | 27.7%          | 29.5%        | 27.8%          | 29.9%        |
| 평균 시청률 (수도권, 부산·울산·경남권, 대구·경북권 기준) | 평균 시청률 (수도권, 부산·울산·경남권, 대구·경북권 기준) | 평균 시청률 (수도권, 부산·울산·경남권, 대구·경북권 기준) | 24.2%          | 25.6%        | 22.4%          | 24.2%        |

## OST
다음은 오리지널 사운드트랙(OST) 싱글 앨범에 포함된 곡들이며, 정렬기준은 출시 순입니다.
- 랄랄라, It's Love! - 타루
- 바다여행(최한성ver.) - 이선균
- white love story - 애즈원
- 커피 한잔 어때?(feat.요조) - 허밍어반스테레오
- polly - 더 멜로디
- mocha - 캐스커
- Go Go chan!! - 티어라이너
- 커피향 설레임 - 티어라이너
- 알콩달콩 - 티어라이너
- 좋은 기억 - 티어라이너
- Double Shot - 캐스커
- I'll Be A Virgin I'll Be A Mountain - Maximilian Hecker
- May - 벨에포크

## 연장 사유
- 커피프린스 1호점 방영 분량이 당초 16부작으로 종영할 예정이었지만, 작품의 완성도를 높이기 위해 1회 추가 연장되어 17부작으로 변경되었다.

## 참고 사항
- KBS 드라마운영팀의 고영탁 팀장의 인터뷰에서, "국내 제작 드라마 중 유일무이하게, 바리스타라는 이색적인 직업관을 중심 소재로 하는 로맨틱 코미디 드라마이므로, 2006년 출간된 소설가 이선미 작가의 동명 원작을 극화하여, MBC 측에서, 당초 주말 특별기획드라마 에어시티의 후속 작품으로 기획되었지만, 신 현모양처 후속이었던 태왕사신기가 CG 등 후반 작업 문제[2] 탓인지 방영이 연기되자 신 현모양처 후속작으로 최종 확정된 것"이라고 설명했다.
- 윤은혜가 분한 고은찬 역은 당초 김아중이 낙점됐지만 샴푸모델인 김아중이 계약 기간 동안은 긴 머리를 유지[3] 해야 했기 때문에 고사하자 윤은혜가 대타로 들어갔다.
- 채정안이 맡았던 한유주 역은 당초 박지윤이 낙점됐지만 중국 드라마 촬영 문제[4]로 거절하여 채정안이 대타로 들어갔다. 참고로 박지윤은 <커피프린스 1호점>과 똑같은 이유로 같은 방송사 월화극 넌 어느 별에서 왔니의 출연을 고사하여 뒤이어 캐스팅된 강정화에게 바통을 넘긴 바 있다.
- KBS 드라마본부의 기민수 PD의 인터뷰에서, "MBC 월화드라마 '커피프린스 1호점'의 가장 큰 성공 비결은, 대리만족 등 수 많은 시청자들의 심리적 욕구를 충족시키는 것이 드라마 기획 단계에서 가장 최우선적인 고려 사항이므로, 전문직 종사자들의 생활과 성공, 좌절, 행복 등을 극적으로 재구성하여, 다양한 인간군상의 모습을 보여주는 전문직 드라마들이 봇물처럼 많이 등장하는 건 바리스타 같은 이색적인 직업을 배우고 싶어하는 수 많은 시청자들의 군중심리가 대중 매체에 대폭 반영되었다는 점을 시사하고 있다"라고 덧붙였다.

## 수상 경력
- 2007년 MBC 연기대상 여자 최우수상 윤은혜
- 2007년 MBC 연기대상 황금 연기상 이선균
- 2007년 MBC 연기대상 남자 우수상 공유
- 2007년 MBC 연기대상 PD상 김창완
- 2008년 제44회 백상예술대상 TV부문 여자 최우수상 윤은혜
- 2008년 제44회 백상예술대상 신인연출상 이윤정
- 2008년 제20회 한국PD대상 작품상 부문(TV 드라마상)